# NGC 2466
NGC 2466 è una vasta galassia a spirale situata nella costellazione del Pesce Volante, a una distanza di circa 261 milioni di anni luce dalla nostra Via Lattea.

## Scoperta
La galassia è stata scoperta il 20 febbraio 1835 dall'astronomo britannico John Herschel.

## Descrizione
NGC 2466 ha una classe di luminosità III e presenta una larga riga a 21 cm dell'idrogeno neutro.

## Supernova
Il 29 giugno 2003, all'interno di NGC 2466 è stata scoperta la supernova SN 2003gh dall'astronomo amatoriale sudafricano Berto Monard. La supernova è stata classificata di tipo Ia.